# Mickey’s Circus
Mickey’s Circus (рус. «Цирк Микки») — анимационный эпизод мультсериала про Микки Мауса по номером 87, созданный Уолтом Диснеем в 1936 году.
Микки открывает свой цирк, специально для сироток. Микки-Конферансье. Плуто-дирижёр, а Дональд Дак должен показывать фокус с Тюленями. Тюлени умеют крутить мячи, держать кольца и не только. Один из тюленят украл Рыбу с корзины. Дональд хотел отругать его, но пришло время выступать. Он взял мячики и начал ими жонглировать. Тюлени попросили еды. Дональд накормил двух, а когда пришло время третьего, он не смог вытащить рыбу с корзинки, так как её уже схватил другой тюленёнок. Он съел её. Тогда, Дональд взял ещё одну рыбу с корзины, но маленькому тюленёнку всё равно далось её украсть.
Пришло время второго выступления. Тюлень должен дудеть в Трубы. У него это очень плохо получалось. Тогда пришёл тот самый маленький тюленёнок и сыграл красивую мелодию, что спасло репутацию Дональда. Когда тюлень должен был продудеть ещё раз, маленький тюленёнок сыграл на Барабане под столом. Дональд догнал его и сломал барабан. Когда тюлень нужно было сыграть ещё раз, он попросил рыбу. Дональд достал её и тюлень, даже не съев её, отлично сыграл, чем и понравился публике. Тюленёнок украл эту рыбу вместе с корзинкой и залез в пушку. сиротки выпускают его, а Дональда закрывают там. Туда же засовывают и Микки и запускают пушку. Микки приземлился на провод, а дональд зацепился корзинкой за крюк возле столба, на котором висел провод. Сиротка обрезает верёвку. на которой был крюк с корзинкой и с Дональдом и он падает прямо на Велосипед и спокойно проезжает по проводу. Когда сиротки наливают на канат Масло, Дональд еле выживает, приземлившись на наконечник шеста, которого держит Микки. Дональд испуган и молится Богу. Сиротки катят бочку, которая врезается в Микки. из-за чего Дональд падает на шест и он ломается. Чудом он приземляется на велосипед, вместе с Микки. Сиротки включают Электричество и Микки с Дональдом ударяет током. От сильного напряжения провод рвётся и ребята падают в тюлений бассейн. Маленький тюленёнок бросает туда рыбу и остальные тюлени накидываются на них. Представление окончено.